# Grand Prix de triathlon 2011
Navigation
Grand Prix de triathlon 2010 Grand Prix de triathlon 2012
Le Grand Prix de triathlon 2011 est composée de cinq courses organisées par la Fédération française de triathlon (FFTRI). Chaque course est disputée au format sprint soit 750 m de natation, 20 km de cyclisme et 5 km de course à pied. 
Le Grand Prix de triathlon 2011 se déroule du 24 avril au 18 septembre 2011. Cette année là, il est aussi appelé Grand Prix Lyonnaise des Eaux.

## Calendrier[1]
| Étapes   | Date                       | Villes    |
| -------- | -------------------------- | --------- |
| 1° étape | dimanche 24 avril 2011     | Nice      |
| 2° étape | dimanche 22 mai 2011       | Dunkerque |
| 3° étape | samedi 9 juillet 2011      | Paris     |
| 4° étape | dimanche 28 août 2011      | Tours     |
| 5° étape | dimanche 18 septembre 2011 | La Baule  |

## Clubs engagés

### Hommes
- Lagardère Paris Racing
- E.C. Sartrouville Triathlon
- Poissy Tri Duathon Club
- Saint-Raphaël Tri
- Les Sables Vendée Tri
- St Jean de Monts Vendée Tri
- Metz Triathlon
- Mulhouse Olympique Tri
- TCG 79 Parthenay
- Tri St-Amand-Dun 18
- Rouen Triathlon
- Versailles Triathlon
- Sainte-Geneviève Tri
- Team Triathlon Baie De Somme
- TO Club Cesson
- Besançon Triathlon

### Femmes
- Lagardère Paris Racing
- Poissy Tri Duathon Club
- Tri Club Châteauroux 36
- TCG 79 Parthenay
- Brive Limousin Triathlon
- TO Club Cesson
- Saint Avertin Sports 37
- Stade Poitevin Triathlon
- Charleville Tri Ardennes
- Saint-Raphaël Tri
- Tri Val de Gray

## Résultats

### Nice
| Position           | Hommes                      | Femmes                  |
| ------------------ | --------------------------- | ----------------------- |
| Médaille d'or      | E.C. Sartrouville Triathlon | Poissy Triathlon        |
| Médaille d'argent  | Lagardère Paris Racing      | Lagardère Paris Racing  |
| Médaille de bronze | Poissy Triathlon            | Tri Club Châteauroux 36 |

### Dunkerque
| Position           | Hommes                      | Femmes                   |
| ------------------ | --------------------------- | ------------------------ |
| Médaille d'or      | E.C. Sartrouville Triathlon | Poissy Triathlon         |
| Médaille d'argent  | Les Sables Vendée Tri       | Charleville Tri Ardennes |
| Médaille de bronze | Lagardère Paris Racing      | Lagardère Paris Racing   |

### Paris
| Position           | Hommes                      | Femmes                   |
| ------------------ | --------------------------- | ------------------------ |
| Médaille d'or      | E.C. Sartrouville Triathlon | Charleville Tri Ardennes |
| Médaille d'argent  | Les Sables Vendée Tri       | TCG 79 Parthenay         |
| Médaille de bronze | Poissy Triathlon            | Poissy Triathlon         |

### Tours[5]
| Position           | Hommes                      | Femmes                   |
| ------------------ | --------------------------- | ------------------------ |
| Médaille d'or      | E.C. Sartrouville Triathlon | Charleville Tri Ardennes |
| Médaille d'argent  | Poissy Triathlon            | Poissy Triathlon         |
| Médaille de bronze | Rouen Triathlon             | TCG 79 Parthenay         |

### La Baule
| Position           | Hommes                       | Femmes                  |
| ------------------ | ---------------------------- | ----------------------- |
| Médaille d'or      | E.C. Sartrouville Triathlon  | Poissy Triathlon        |
| Médaille d'argent  | Rouen Triathlon              | Tri Club Châteauroux 36 |
| Médaille de bronze | Team Triathlon Baie De Somme | Saint-Raphaël Tri       |

## Classement général final
| Position | Hommes                       | Hommes | Femmes                   | Femmes |
| Position | Équipes                      | Points | Équipes                  | Points |
| -------- | ---------------------------- | ------ | ------------------------ | ------ |
|          | E.C. Sartrouville Triathlon  | 100    | Poissy triathlon         | 69     |
|          | Poissy triathlon             | 79     | Charleville Tri Ardennes | 60     |
|          | Sables Vendée                | 72     | TCG Parthenay 79         | 48     |
| 4e       | Saint-Raphaël Tri            | 62     | Tri Club Châteauroux 36  | 44     |
| 5e       | Rouen Triathlon              | 62     | Lagardère Paris Racing   | 41     |
| 6e       | Lagardère Paris Racing       | 57     | Stade Poitevin Triathlon | 32     |
| 7e       | Mulhouse Olympique Tri       | 53     | Saint-Raphaël Tri        | 26     |
| 8e       | TCG 79 Parthenay             | 49     | TO Club Cesson           | 26     |
| 9e       | St Jean de Monts Vendée Tri  | 48     | Saint Avertin Sports 37  | 24     |
| 10e      | Team Triathlon Baie De Somme | 40     | Brive Limousin Triathlon | 20     |
| 11e      | Metz Triathlon               | 35     | Tri Val de Gray          | 18     |
| 12e      | Versailles Triathlon         | 33     |                          |        |
| 13e      | Sainte-Geneviève Tri         | 30     |                          |        |
| 14e      | TO Club Cesson               | 28     |                          |        |
| 15e      | Tri St-Amand-Dun 18          | 24     |                          |        |
| 16e      | Besançon Triathlon           | 11     |                          |        |

## Résultats individuels
La quatrième épreuve se déroulant à Tours est disputée sur un format relais et donc exclusivement par équipes. 
| Hommes                                          | Nice | Dunkerque | Paris | La Baule |
| ----------------------------------------------- | ---- | --------- | ----- | -------- |
| Alistair Brownlee (E.C. Sartrouville Triathlon) | 1er  | 1er       | 1er   | 1er      |
| Jonathan Brownlee (E.C. Sartrouville Triathlon) | 2e   | 2e        | 2e    | 2e       |
| Javier Gómez (E.C. Sartrouville Triathlon)      | 3e   |           |       |          |
| João Silva (Les Sables Vendée Triathlon)        |      | 3e        | 3e    |          |
| David Hauss (Lagardère Paris Racing)            |      |           |       | 3e       |

| Femmes                                     | Nice | Dunkerque | Paris | La Baule |
| ------------------------------------------ | ---- | --------- | ----- | -------- |
| Bárbara Riveros Díaz (Tri Val de Gray)     | 1er  | 3e        |       |          |
| Andrea Hewitt (Poissy Triathlon)           | 2e   | 1er       |       |          |
| Emmie Charayron (Brive Limousin triathlon) | 3e   |           | 3e    |          |
| Emma Moffatt (Charleville Tri Ardennes)    |      | 2e        | 1er   |          |
| Emma Jackson (TCG 79 Parthenay)            |      |           | 2e    |          |
| Svenja Bazlen (Charleville Tri Ardennes)   |      |           |       | 1er      |
| Jessica Harrison (Poissy Triathlon)        |      |           |       | 2e       |
| Felicity Abram (TCG 79 Parthenay)          |      |           |       | 3e       |